# Outer Wilds
Outer Wilds — компьютерная игра в жанре action-adventure, разработанная американской студией Mobius Digital и выпущенная компанией Annapurna Interactive для Windows, Xbox One и PlayStation 4 в 2019 году. Игрок обследует миниатюрную планетную систему, которая через 22 минуты после начала каждого прохождения погибает с превращением звезды в сверхновую. Подобно популярному фильму «День сурка», игровой персонаж заперт во временной петле, позволяющей игроку вновь и вновь исследовать мир Outer Wilds незадолго до гибели и постепенно разгадывать его загадки. Игра получила высокие отзывы критиков и ряд наград, в том числе как лучшая игра 2019 года.

## Игровой процесс
В Outer Wilds игрок управляет космонавтом-исследователем с видом от первого лица, исследуя трёхмерный открытый мир. В начале игры он находится на планете Камелёк (англ. Timber Hearth), одной из нескольких планет в звёздной системе. Получив коды запуска ракеты, персонаж может покинуть Камелёк и свободно перемещаться между этой и другими планетами; через 22 минуты после начала Outer Wilds звезда, вокруг которой они вращаются, взорвётся, превратившись в сверхновую и уничтожив планеты, а игрок будет возвращён в начало игры, за 22 минуты до взрыва. Чтобы разгадать эту тайну, игрок должен исследовать планетную систему и наследие древней расы жителей той же планетной системы - номаи.
Outer Wilds не даёт игроку каких-либо определённых и явных заданий, кроме подсказок о местонахождении других исследователей — неигровых персонажей, разбросанных по миру игры; в ходе игры игрок должен самостоятельно найти ответы на вопросы о том, что вызвало взрыв звезды, куда исчезла развитая цивилизация номаи и тому подобное; хотя мир игры «перезапускается» с каждым взрывом звезды или гибелью персонажа, собранная игроком информация не теряется. Например, чтобы покинуть планету в первый раз, персонаж должен получить коды запуска в местной обсерватории, но те же самые коды остаются неизменными и в следующих циклах, поэтому после «перезагрузки» мира игрок может сразу воспользоваться ими и взлететь, не тратя время на посещение обсерватории. Хотя мир игры каждый раз откатывается к началу, в течение 22 минут до взрыва он динамически меняется — некоторые части планет становятся доступными только на определённое время. Игрок должен следить за показателями здоровья и запаса кислорода космонавта — если тот или другой показатель истощатся, игровой персонаж умрёт и воскреснет в начале очередного цикла.

## Сюжет
В древности во вселенной игры существовала раса номаи, представители которой перемещались по космосу на кораблях, способных на сверхсветовые прыжки. Один из таких кораблей принял сигнал от загадочного объекта, который номаи назвали «Оком Вселенной», и телепортировался в планетную систему этого объекта, чтобы изучить его. По прибытии корабль был поражён быстро растущим космическим растением, Чёрным Терновником, но часть номаи спаслась на двух спасательных капсулах, высадившись на две другие планеты этой системы. Номаи освоили систему и сделали вывод, что Око обращается вокруг здешнего солнца по очень удалённой орбите, определить его положение они не могли. Номаи построили телепорты между планетами и в ходе исследований обнаружили, что телепортирующийся объект выходит из выходного телепорта чуть раньше, чем входит во входной, и чем больше энергии подано в телепорт — тем больше эта разница во времени. Тогда они придумали способ найти Око Вселенной — построить орбитальную пушку, которая запустит поисковый зонд в случайном направлении от солнца и будет искать Око на своём пути. Не найдя его, он передаст информацию об этом в прошлое и тогда пушка запустит зонд в другом направлении; этот цикл будет повторяться до тех пор, пока зонд не найдёт Око. Чтобы дать зонду улететь дальше всего, нужно было увеличить временной интервал передачи информации в прошлое; максимум, которого могли достичь номаи — 22 минуты, но для этого нужно было затратить энергию целой сверхновой звезды. Номаи назвали проект превращения звезды этой системы в сверхновую «Час пепла», по названию планеты, в ядре которой было размещено оборудование проекта. Номаи построили околосолнечную станцию, которая должна была превратить местное солнце в сверхновую, но станции не хватило на это мощности. Вскоре все номаи были убиты призрачным веществом, вырвавшимся из кометы, прилетевшей извне местной системы, их постройки постепенно разрушались, а на одной из планет системы развилась другая разумная раса, представителем которой выступает игрок. Когда спустя сотни тысяч лет местное солнце стало сверхновой по естественным причинам, проект номаи заработал: приёмники проекта «Час Пепла» собрали энергию сверхновой и передали сигнал в прошлое, за 22 минуты до взрыва, орбитальная пушка стала запускать зонд в разных направлениях и спустя несколько миллионов итераций Око Вселенной было обнаружено, его координаты сохранились в модуле отслеживания зонда, упавшем на одну из планет.
Игрок должен узнать обо всех этих событиях из записей номаи и исследования планет, построек и устройств номаи (наряду с ещё одним персонажем и бортовым компьютером своего корабля и в отличие от всех остальных персонажей, игрок сохраняет память о произошедшем в предшествующих циклах, так как одна из статуй номаи связала его сознание с хранилищами данных в ядре проекта «Час пепла»). Каноничная концовка такова: игрок добирается до ядра проекта «Час Пепла» и извлекает гиперядро номаи, после чего добирается до корабля номаи, застрявшего в Чёрном Терновнике, заменяет повреждённое гиперядро корабля, делая его снова способным к пространственным прыжкам, вводит координаты Ока Вселенной и перемещается к нему, после чего участвует в создании новой Вселенной взамен умирающей старой. В игре есть ещё несколько концовок, в которых игрок ломает последовательность событий тем или иным образом; в частности, в двух концовках игрок создаёт временной парадокс, совершая в прошлом действие, исключающее возможность наступления уже наступившего будущего.

### Echoes of the Eye
В дополнении игрок обнаруживает кольцевую космическую станцию, сокрытую от наблюдения извне и построенную другой древней расой. На станции игрок находит лишь иссохшие от старости трупы её обитателей, но также на ней есть несколько входов в виртуальную реальность, в которой всё ещё обитают эти существа. Изучив их запретные архивы в виде наборов слайдов, игрок узнаёт их историю. Они тоже обнаружили сигнал Ока Вселенной и решили найти его. Они не были столь технологически развиты, как номаи, поэтому для создания космической станции и полёта в другую звёздную систему им пришлось истратить все ресурсы своей родной планеты. Прибыв к Оку и изучив его, они поняли, что в будущем Око уничтожит Вселенную. Они испугались и построили зонд, блокирующий сигнал Ока, чтобы другие цивилизации не обнаружили его. После этого, оставшись без родного мира и без Ока, они тосковали по родному миру и решили воссоздать его в виртуальной реальности, в которую и переместили своё сознание. Но один из них был против блокирования сигнала Ока: он тайно вышел из виртуальной реальности и отключил блокирующий зонд. Другие узнали об этом, заключили отступника в хорошо запечатанную камеру и снова включили зонд, но на короткое время вернувшийся сигнал Ока засекли номаи. Игрок может снять печати с камеры Узника, пообщаться с ним, рассказав ему историю номаи и камелян, и освободить его; тогда Узник появится в самом финале игры в числе персонажей, участвующих в создании новой Вселенной.

## Разработка
Алекс Бьючам начал разработку будущей Outer Wilds в 2012 году в период учёбы в Университете Южной Калифорнии в качестве магистерской квалификационной работы; со временем эта разработка переросла в полномасштабный коммерческий проект. До начала учёбы на кафедре интерактивных медиа и игр в Университете Южной Калифорнии Бьючам не думал, что будет заниматься разработкой игр профессионально.
Бьючам отталкивался от идеи игры об исследовании космоса в духе фильмов «Аполлон-13» или «Космическая одиссея 2001 года», создав открытый мир без каких-либо обязательных заданий — чтобы исследование мира само по себе удовлетворяло любопытство игрока и не воспринималось бесцельным. Характерный приём, когда неигровые персонажи рассказывают что-то интересное о далеких областях мира и тем самым побуждают игрока на самом деле туда отправиться, Бьючам почерпнул из игры The Legend of Zelda: The Wind Waker. В игре широко используется мотив отдыха на лоне природы, отражающий личный интерес Бьючама к походному туризму и подчеркивающий, что игровой персонаж находится вдали от дома. Хотя журналисты сравнили механику временной петли Outer Wilds со схожей петлёй из The Legend of Zelda: Majora’s Mask, Бьючам отмечал, что в его игре эта механика преследует иную цель: сделать возможным «создание крупномасштабных динамических систем», тогда как в Majora’s Mask она использовалась для манипуляций с причинами и следствиями.
Первоначальная команда разработчиков, называвшая себя Team Outer Wilds, состояла из студентов — учащихся Университета Южной Калифорнии, Лагунского колледжа искусств и дизайна и Атлантического университетского колледжа. Бьючам и его товарищи начали совместный труд с работы с «бумажными прототипами» и «настольной ролевой игры», чтобы определиться с будущим повествованием посредством мозгового штурма. Ранняя версия игры была создана на игровом движке Unity3D, позже разработчики превратили её в текстовый квест, написанный на языке Processing. Окончив университет, Бьючам нанял других участников разработки на полный рабочий день и сам занял должность креативного директора.
Актёр Маси Ока, ранее основавший собственную студию Mobius Digital для разработки мобильных игр, увидел демоверсию Outer Wilds на открытом мероприятии, где различные группы с кафедры интерактивных медиа и игр в Университете Южной Калифорнии демонстрировали свои проекты. Ока посчитал это хорошей возможностью расширить свою команду и нанял всех разработчиков на работу в свою студию. Часть средств на разработку игры была собрана посредством краудфандинга — Outer Wilds стала первой игрой на краудфандинговом сайте Fig, запущенном в августе 2015 года.
В марте 2018 года студия Mobius объявила, что получила финансовую поддержку от компании Annapurna Interactive, выкупившей инвестиции и права у Fig, и что игра была запланирована к выпуску в 2018 году; позже к планам выпуска игры для персональных компьютеров добавились и планы на версию для игровой приставки Xbox One. Выход Outer Wilds был в итоге перенесён на 2019 год, чтобы у разработчиков была возможность доработать игру и сделать её как можно более стабильной.
В мае 2019 года студия Mobius объявила, что версия игры для Windows ограниченное время после выхода будет продаваться исключительно в сервисе цифровой дистрибуции Epic Games Store — такое решение было принято в обмен на дополнительную финансовую поддержку со стороны Epic Games. Оно вызвало недовольство среди участников краудфандинговой компании — ранее им обещали ключи в более популярном сервисе Steam. 18 июня 2020 года состоялся релиз игры в Steam.
Outer Wilds была выпущена для Xbox One 29 мая 2019 года и на следующий же день — для Windows. Версия для PlayStation 4 вышла 15 октября 2019 года.

## Отзывы и награды
| Сводный рейтинг    | Сводный рейтинг         |
| Агрегатор          | Оценка                  |
| ------------------ | ----------------------- |
| Metacritic         | PC: 85/100 XONE: 85/100 |
| Иноязычные издания |                         |
| Издание            | Оценка                  |
| Game Informer      | 7,75/10                 |
| GameRevolution     | 4,5/5                   |
| GameStar           | 84/100                  |
| IGN                | 8,4/10                  |
| PC Gamer (US)      | 89/100                  |

В 2015 году на фестивале Independent Games Festival, проводившемся в рамках конференции Game Developers Conference, Outer Wilds выиграла Гран-при имени Шемаса Макнелли, а также стала победительницей в номинации «Безупречный дизайн». В это время игра ещё находилась в ранней альфа-версии.
По данным агрегатора Metacritic, Outer Wilds имеет средний балл 85 из 100, что говорит о «в целом благоприятных» отзывах.
Такие издания, как Polygon и Paste включили Outer Wilds в свои списки «лучших игр десятилетия»; более того, Polygon, The Guardian и Eurogamer назвали Outer Wilds лучшей игрой 2019 года.

### Награды
| Год  | Награда                                       | Категория                                           | Итог      | Ссылка               |
| ---- | --------------------------------------------- | --------------------------------------------------- | --------- | -------------------- |
| 2015 | Independent Games Festival Awards             | Seumas McNally Grand Prize                          | Победа    | [ 26 ]               |
| 2015 | Independent Games Festival Awards             | Безупречный дизайн                                  | Победа    | [ 26 ]               |
| 2018 | Game Critics Awards                           | Лучшая независимая игра                             | Номинация | [ 32 ]               |
| 2019 | Golden Joystick Awards                        | Лучший сюжет                                        | Номинация | [ 33 ] [ 34 ] [ 35 ] |
| 2019 | Golden Joystick Awards                        | Лучший визуальный дизайн                            | Номинация | [ 33 ] [ 34 ] [ 35 ] |
| 2019 | Golden Joystick Awards                        | Лучшая инди-игра                                    | Победа    | [ 33 ] [ 34 ] [ 35 ] |
| 2019 | Golden Joystick Awards                        | Лучший звук                                         | Номинация | [ 33 ] [ 34 ] [ 35 ] |
| 2019 | Golden Joystick Awards                        | Игра года для Xbox                                  | Номинация | [ 33 ] [ 34 ] [ 35 ] |
| 2019 | Golden Joystick Awards                        | Лучшая игра года                                    | Номинация | [ 33 ] [ 34 ] [ 35 ] |
| 2019 | The Game Awards 2019                          | Лучшая режиссура компьютерной игры                  | Номинация | [ 36 ]               |
| 2019 | The Game Awards 2019                          | Лучшая независимая игра                             | Номинация | [ 36 ]               |
| 2019 | The Game Awards 2019                          | Дебютная инди-игра (Mobius Digital)                 | Номинация | [ 36 ]               |
| 2020 | D.I.C.E. Awards                               | Игра года                                           | Номинация | [ 37 ]               |
| 2020 | D.I.C.E. Awards                               | Выдающееся достижение в игровом дизайне             | Номинация | [ 37 ]               |
| 2020 | D.I.C.E. Awards                               | Выдающееся достижение в режиссуре компьютерной игры | Номинация | [ 37 ]               |
| 2020 | D.I.C.E. Awards                               | Выдающееся достижение в создании сценария           | Номинация | [ 37 ]               |
| 2020 | Game Developers Choice Awards                 | Игра года                                           | Номинация | [ 38 ]               |
| 2020 | Game Developers Choice Awards                 | Лучший дебют (Mobius Digital)                       | Номинация | [ 38 ]               |
| 2020 | Game Developers Choice Awards                 | Лучший дизайн                                       | Номинация | [ 38 ]               |
| 2020 | Game Developers Choice Awards                 | Награда за инновации                                | Номинация | [ 38 ]               |
| 2020 | Game Developers Choice Awards                 | Лучшее повествование                                | Номинация | [ 38 ]               |
| 2020 | SXSW Gaming Awards                            | Превосходство в дизайне                             | Номинация | [ 39 ]               |
| 2020 | SXSW Gaming Awards                            | Превосходство в музыке                              | Номинация | [ 39 ]               |
| 2020 | SXSW Gaming Awards                            | Превосходство в повествовании                       | Номинация | [ 39 ]               |
| 2020 | Премия Британской Академии в области видеоигр | Лучшая игра                                         | Победа    | [ 40 ] [ 41 ]        |
| 2020 | Премия Британской Академии в области видеоигр | Игровой дизайн                                      | Победа    | [ 40 ] [ 41 ]        |
| 2020 | Премия Британской Академии в области видеоигр | Музыка                                              | Номинация | [ 40 ] [ 41 ]        |
| 2020 | Премия Британской Академии в области видеоигр | Повествование                                       | Номинация | [ 40 ] [ 41 ]        |
| 2020 | Премия Британской Академии в области видеоигр | Оригинальная игра                                   | Победа    | [ 40 ] [ 41 ]        |